# Tiznit

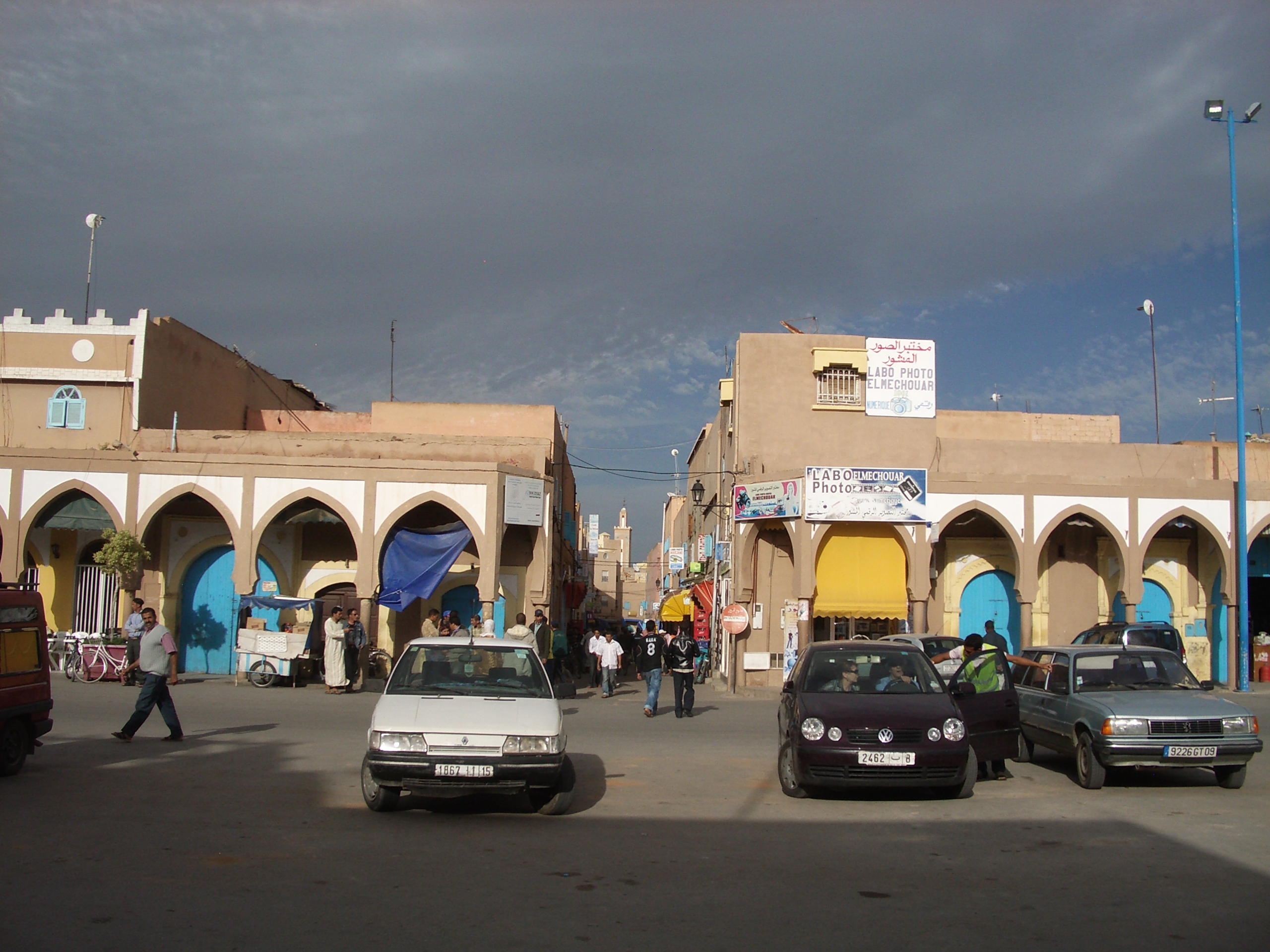
Gata i Tiznit.

Tiznit (arabiska تزنيت, berberspråk ⵜⵉⵣⵏⵉⵜ) är en stad i Marocko och är administrativ huvudort för provinsen Tiznit som är en del av regionen Souss-Massa. Folkmängden uppgick till 74 699 invånare vid folkräkningen 2014.